# Q2 (trazione)
Il Q2, abbreviazione di Quadrifoglio due ruote motrici, è un sistema di trazione dell'Alfa Romeo. Si tratta di un sistema di ripartizione della coppia motrice che agisce sull'asse motrice anteriore e dal 2016 posteriore della vettura.

## Storia

### Il Q2 meccanico (2006-2010)

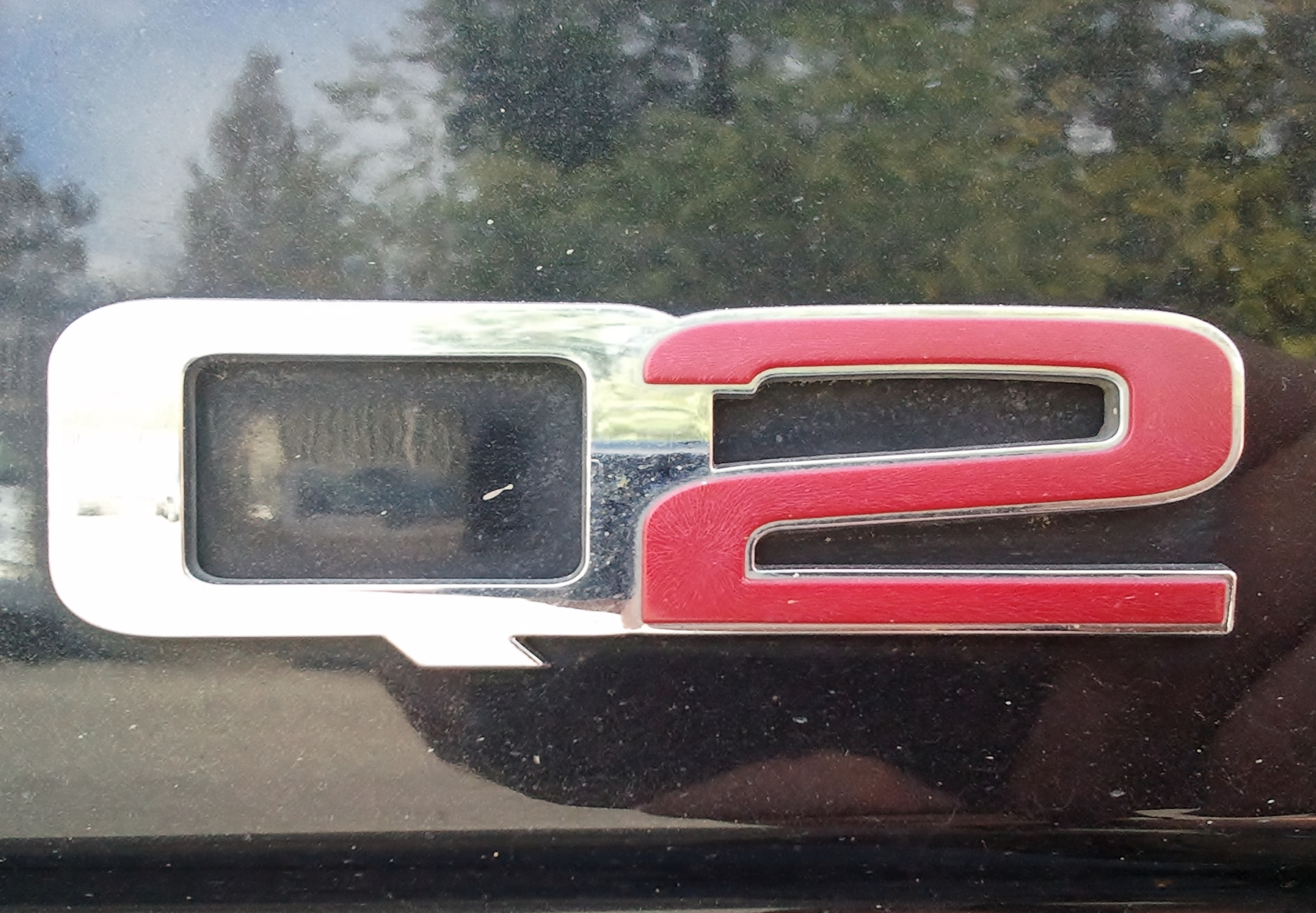
Logo "Q2" di una Alfa Romeo

Il sistema si è basato su due sistemi differenti, per raggiungere gli stessi risultati. Inizialmente, il principio era quello di un differenziale a slittamento limitato, di tipo meccanico Torsen. Questo aveva il compito di fornire più o meno coppia ad una delle due ruote a seconda delle condizioni di aderenza delle stesse. Era abbinato alle sospensioni anteriori a quadrilatero, permettendo, così, un più efficace controllo del veicolo. Il Q2 meccanico venne presentato al Salone di Parigi del 2006, montato sull'Alfa 147 e sulla GT.

### Il Q2 elettronico "EQ2" (2008-2018)

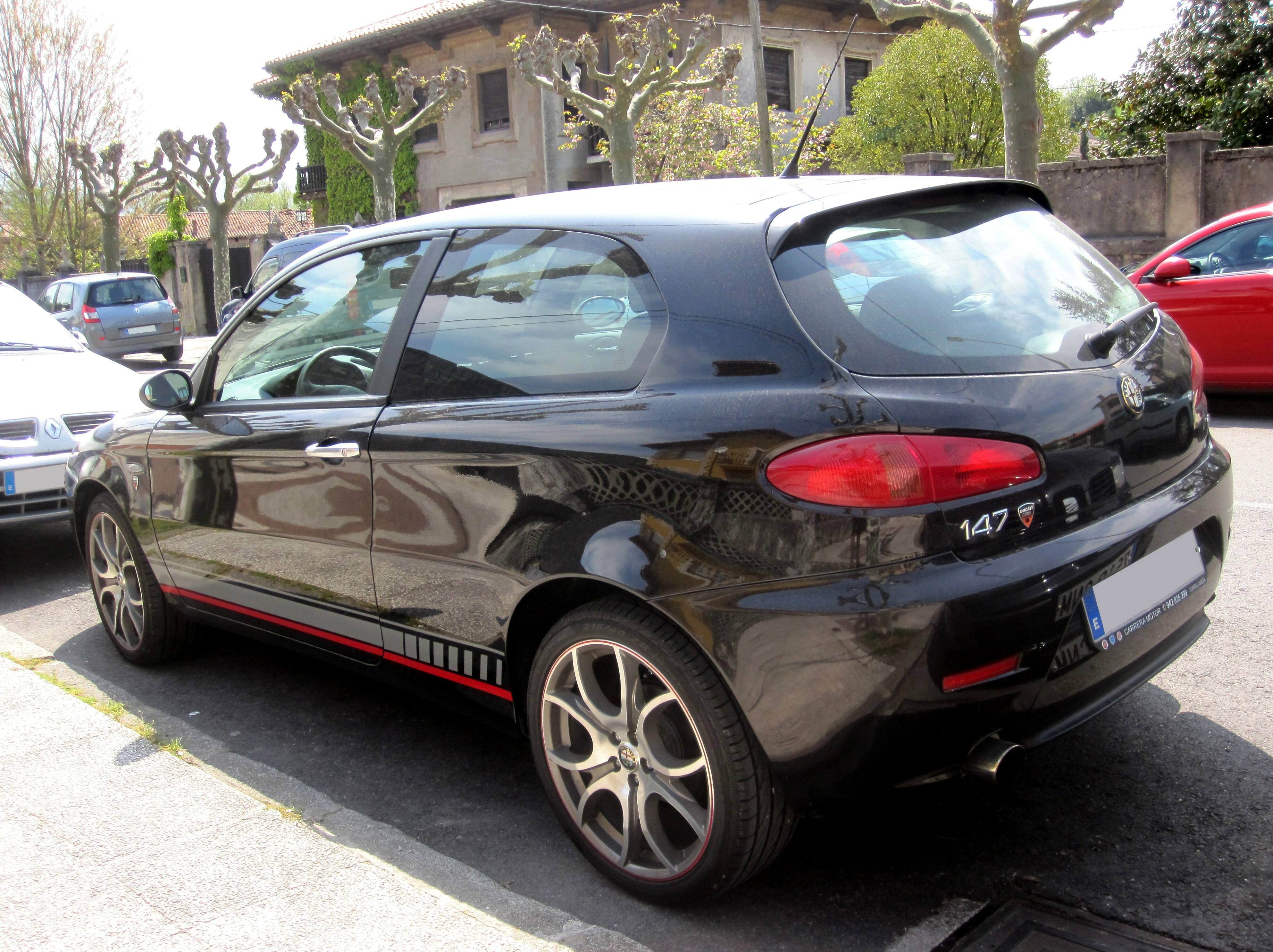
Un'Alfa 147 in versione Ducati Corse dotata del sistema Q2

Dal 2008, lo stesso obiettivo è stato raggiunto con l'elettronica e senza più necessità di differenziali ed altre parti meccaniche speciali. In un'ottica di riduzione dei costi industriali e di sviluppo, il Q2 pressoché interamente meccanico fu infatti sostituito con un progetto a maggiore presenza elettronica; il tutto ruota attorno ad una specifica centralina del sistema antipattinamento, che simula in maniera attiva i risultati del Torsen intervenendo in maniera millimetrica e per frazioni di secondo sulle meccaniche dei freni anteriori, grazie ai sensori e gli attuatori dell'ABS già presenti sulla vettura. Il sistema, dalla denominazione industriale EQ2 (acronimo per Electronic Q2), è stato presentato ufficialmente al Salone di ginevra del 2008. L'EQ2 venne a propria volta progressivamente affinato, per una migliore interazione fra pilota e sistema, in base alle necessità del primo, oltre che alle condizioni della strada.

### Il ritorno del Q2 (2016-)
Al salone di Parigi nell'ottobre 2016 l'Alfa Romeo torna a montare il differenziale meccanico Q2, presentato sulla nuova Alfa Giulia, introdotto per la prima volta su una vettura a trazione posteriore. Questo differenziale, di tipo autobloccante meccanico, agisce sull'asse posteriore ed è presente solo nel pacchetto opzionale Performance Pack che può essere dotato su tutti motori e con tutte le trasmissioni, ma solo nelle versioni Super e Business prima e in seguito nelle nuove versioni Sprint e Veloce; il pacchetto inoltre comprende anche le palette cambio al volante in alluminio le sospensioni elettroniche attive. Il funzionamento è classico della tipologia: esso agisce sulla ruota esterna durante una percorrenza in curva, bloccando erogazione di coppia solo su di essa favorendo la trazione e limitando il sottosterzo in uscita. Inoltre su fondi con pessimo grip, con asfalto scivoloso o umido, esso agisce sulla ruota con maggiore aderenza trasferendo su di essa gran parte della coppia onde evitare il pattinamento degli pneumatici.

## Funzionamento

### Comportamento in curva
A causa della forza centrifuga si ha un trasferimento di carico che riduce il peso sulla ruota interna alla curva e conseguentemente la forza di trazione che può esercitare. Se si combinano accelerazioni laterali importanti e un'azione non controllata sull'acceleratore avviene il pattinamento della ruota interna.
Il risultato è una netta diminuzione della trazione (al limite addirittura annullata) e, di conseguenza, una riduzione della velocità di uscita dalla curva. A questo punto interviene il dispositivo Q2, che trasferisce più coppia sulla ruota esterna, evitando il sottosterzo e aumentando quindi la trazione. In questo caso, la vettura mantiene direzione e velocità, senza perdita di potenza, e garantendo una maggiore velocità di uscita dalla curva, stabilizzando meglio il veicolo.

### Condizioni di scarsa aderenza
In caso invece di scarsa aderenza, senza percorrenza di curve (strada dissestata, strada sterrata, neve) può capitare che le due ruote motrici siano in presenza di condizioni di aderenza differenti. In questo modo il sistema Q2 trasferisce progressivamente la coppia verso la ruota che ha la maggiore aderenza, evitando pattinamenti, slittamenti e mantenendo la traiettoria.

## Automobili equipaggiate
La denominazione commerciale - come quella riportata sui badges delle auto - è rimasta "Q2", a prescindere dalla natura meccanica o elettronica del dispositivo.
Il sistema Q2 meccanico è stato disponibile su:
- Alfa Romeo 147
- Alfa Romeo GT
- Alfa Romeo Giulia (2016) (dal 2016)
- Alfa Romeo GT (dal 2008)
- Alfa Romeo 147 (dal 2008)

Il sistema Electronic Q2 (EQ2)  è stato reso disponibile su:
- Alfa Romeo 159 (dal MY2008)
- Alfa Romeo Brera (dal MY2008)
- Alfa Romeo Spider (2006) (dal MY2008)
- Alfa Romeo MiTo (DNA)
- Alfa Romeo Giulietta (2010) (DNA)
- Abarth 500 (2008)